# Gunnar Johannessen
Gunnar Frede Johannessen, född 4 april 1920 i Ålborg i Danmark, död 3 juli 1998 i Örnsköldsvik, var en dansk-svensk arkitekt.
Johannessen, som var son till arkitekt Otto Johannessen och Gunhild Vaabengaard, blev husbyggnadstekniker i Ålborg 1942 och utexaminerades från Kunstakademiets Arkitektskole i Köpenhamn 1946. Han blev arkitekt hos stadsarkitekt Arne Björner i Örnsköldsvik 1946, hos Lars-Erik Lallerstedt i Stockholm 1949, Johannes Sivertsen i Frederikshavn 1950, Arne Kjær i Ålborg 1953 samt var arkitekt, delägare och styrelseledamot i Arking AB i Örnsköldsvik från 1957. Han var också styrelseledamot i Föreningen Nordens lokalavdelning.
Johannessen ritade bland annat bostadsområdet Backebo i Själevad 1960, ålderdomshem i Arnäs, Örnsköldsvik, 1963, Ängetskolan i Själevad 1964, bostadsområdet Ämbaret i Örnsköldsvik 1964, bostadsområdet Tranbäret 1966, tullhus 1965, yrkesskola 1966 och kontorsbyggnad för Örnsköldsviks Allehanda 1966.